# 30155 Warmuth
30155 Warmuth este un asteroid din centura principală de asteroizi.

## Descriere
30155 Warmuth este un asteroid din centura principală de asteroizi. A fost descoperit pe 5 aprilie 2000 la Socorro, New Mexico, în cadrul proiectului LINEAR. Asteroidul prezintă o orbită caracterizată de o semiaxă mare de 2,31 ua, o excentricitate de 0,12 și o înclinație de 3,8° în raport cu ecliptica.